# Front side bus
Front Side Bus (FSB) – występująca w wielu architekturach komputerów PC magistrala łącząca mikroprocesor z kontrolerem pamięci (najczęściej zlokalizowanym w mostku północnym). Składa się ona z 32–40 linii adresowych, 64 linii danych oraz 4 linii sterowania. Parametry FSB (liczba linii poszczególnych typów, częstotliwość) zależne są od zastosowanego mikroprocesora. W ogólności magistrala FSB jest określana jako 64-bitowa, jej częstotliwość kształtowała się od 25 do 400 MHz w zależności od modelu mikroprocesora, co przy możliwości wykonywania od 1 do 4 transferów na cykl zegarowy pozwalało uzyskiwać maksymalną przepustowość od 200 MB/s (Pentium Overdrive) do 12800 MB/s (Xeon).
Jej następcami są DMI oraz QPI wprowadzone poczynając od platform zawierających procesor Nehalem oraz HyperTransport dla platform opartych na procesorach AMD.